# 包特瑟姆
包特瑟姆（荷蘭語：Boutersem，荷蘭語發音：[ˈbʌu̯tərsɛm] ⓘ）是比利时弗拉芒大區弗拉芒布拉班特省魯汶區的一个市镇，西南端与瓦隆布拉班特省接壤，通行荷蘭語，是弗拉芒社群的一部分，面积30.75平方千米，人口8,167人（2018年1月1日）。